# Badvakt

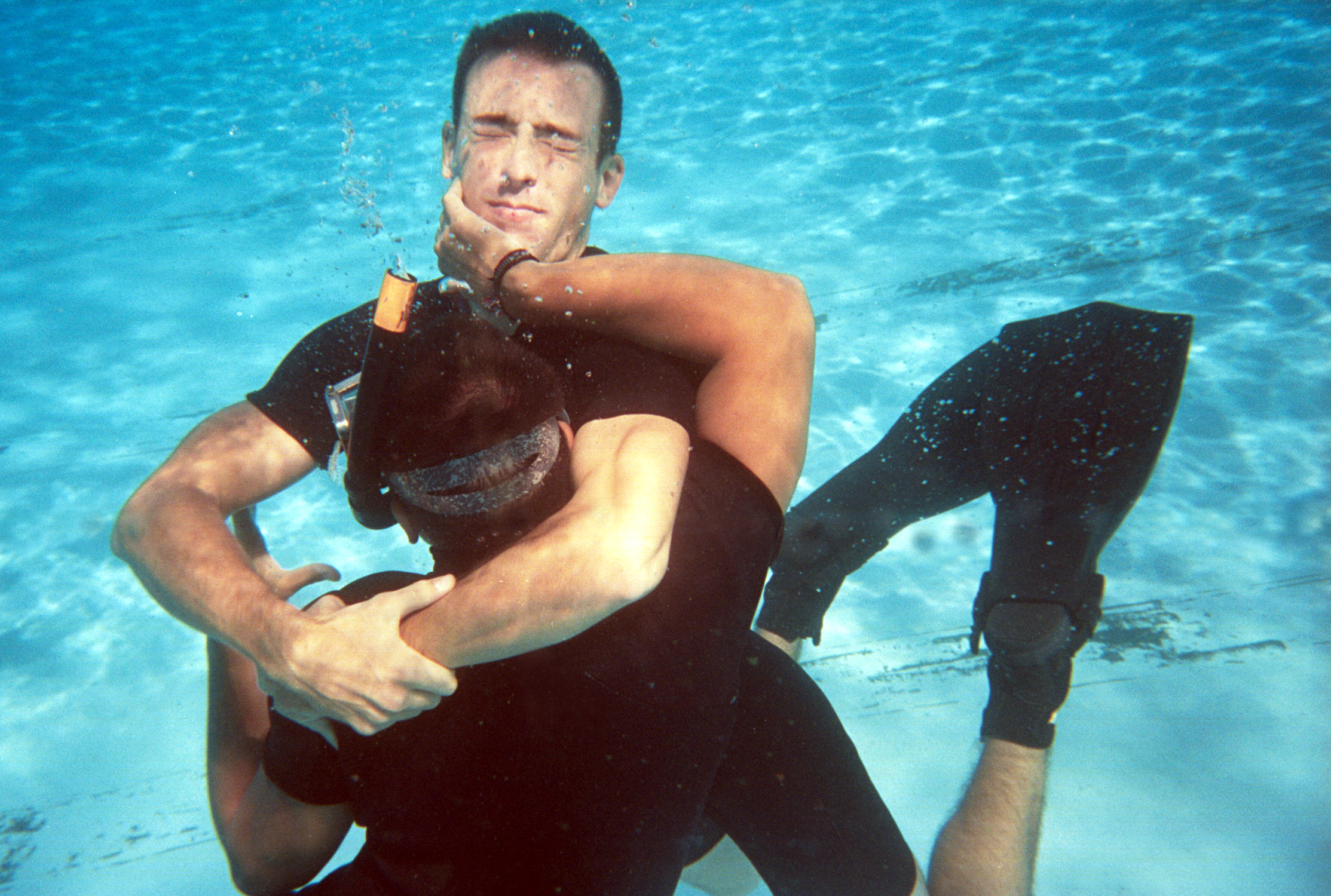
Badvaktsträning.

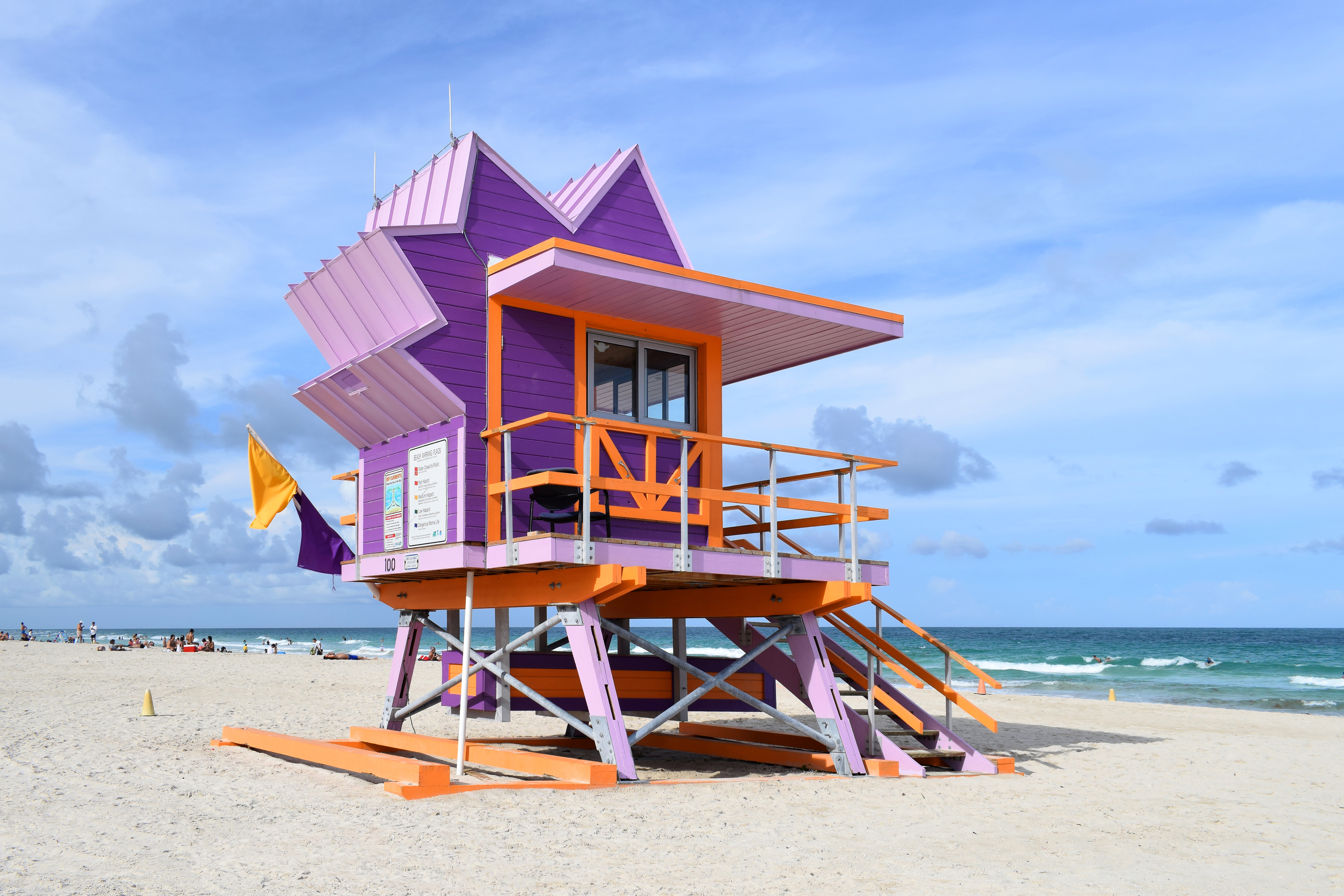
Badvaktstorn på Miami Beach i Florida.

En badvakt är en person som ansvarar för säkerheten vid ett bad eller vid en strand.
En badvakt har utbildning i livräddning, första hjälpen och säkerhetsaspekter kring bad och badanläggningar. Badvakter kan även ha en specialutbildning, exempelvis i sjöräddning. Det finns idag många olika aktörer som utbildar badvakter, allt från ideella sällskap till företag. En badvakt ska kunna undsätta nödställda i vattnet och har att utföra livräddning om någon håller på drunkna. Badvakter övervakar även den allmänna säkerheten vid badet, och en stor del av badvaktens arbete är förebyggande säkerhetsarbete, som att förutse olycksrisker vid badet eller inom badanläggningen, för att kunna åtgärda brister och undvika olyckor.
Framförallt vid stränder ingår någon form av plattform eller torn i badvaktens normala arbetsredskap, dessa används för att ha överblick över badanläggningens gäster och på så viss garantera deras säkerhet. Även dyk-, signal- och kommunikationsutrustning utgör normala redskap i badvaktens utrustning.